# William Abbott (regatista, padre)
William Abbott (conocido como Bill Abbott Sr.; es un deportista canadiense que compitió en vela en la clase Soling. Su hijo William también compitió en vela.
Ganó dos medallas en el Campeonato Mundial de Soling, oro en 2002 y plata en 2015.

## Palmarés internacional
| \| Campeonato Mundial \| Campeonato Mundial \| Campeonato Mundial \| Campeonato Mundial \| \| Año \| Lugar \| Medalla \| Clase \| \| ------------------ \| --------------------------- \| ------------------ \| ------------------ \| \| 2002 \| Marblehead (Estados Unidos) \| Medalla de oro \| Soling \| \| 2015 \| Castiglione (Italia) \| Medalla de plata \| Soling \| |                             |                  |        |
| Campeonato Mundial |                             |                  |        |
| Año | Lugar                       | Medalla          | Clase  |
| 2002 | Marblehead (Estados Unidos) | Medalla de oro   | Soling |
| 2015 | Castiglione (Italia)        | Medalla de plata | Soling |